# Jafar Panahi

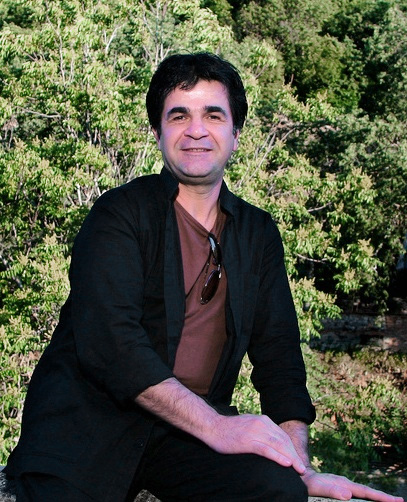
Jafar Panahi, Cines del Sur 2007

Jafar Panahi, Perzisch: جعفر پناهی (Mianeh, 11 juli 1960) is een Iraanse filmregisseur. Hij wordt beschouwd als een van de belangrijkste onafhankelijke filmmakers in Iran. Sinds hij in 2010 werd veroordeeld tot een gevangenisstraf van zes jaar, werden hem beperkingen opgelegd en mocht hij het land niet verlaten. In juli 2022 werd de straf, die in 2011 in hoger beroep was bekrachtigd, ten uitvoer gelegd. Zeven maanden later werd Panahi op borgtocht vrijgelaten, nadat hij in hongerstaking was gegaan.

## Leven en werk
Op tienjarige leeftijd liet Panahi blijken schrijverstalent te hebben. Hij schreef een kort boek, en won daarmee een prijs bij een literatuurwedstrijd. In datzelfde jaar maakte hij zijn eerste 8mm films. Tijdens zijn dienstplicht maakte Panahi een documentaire over de Irak-Iranoorlog, waar hij zijn militaire dienst vervulde.
In de jaren tachtig studeerde hij te Teheran film en televisieregie. Hij maakte enkele televisieproducties en korte films, waarna hij assistent werd van regisseur Abbas Kiarostami.
Zijn debuut De witte ballon werd in 1995 in het filmfestival van Cannes beloond met een Gouden Camera. Zijn volgende film, De spiegel, won in 1997 het Internationale Filmfestival van Locarno. In 2000 won zijn film De cirkel een Gouden Leeuw in het Internationale Filmfestival van Venetië. Deze film, die de positie van vrouwen in Iran aan de kaak stelt, werd echter verboden door het Iraanse regime en in Iran werd de film niet vertoond. Ook de film Offside uit 2006 werd verboden in Iran. Deze film laat zien hoe enkele jonge vrouwen zich verkleden als man om aldus toch te worden toegelaten tot een voetbalwedstrijd. De film circuleerde echter in het illegale circuit, waardoor het in Iran toch de meestgeziene film uit dat jaar werd. Offside ging in première tijdens het Filmfestival van Berlijn van februari 2006, waar hij een Zilveren Beer won.
In juli 2009 werd Panahi gearresteerd op een begraafplaats in Teheran, waar werd gerouwd om de dood van Neda Soltan. Bij zijn vrijlating werd zijn paspoort ingenomen en het werd hem verboden het land te verlaten. Het werd hem in februari 2010 niet toegestaan om het zestigste Filmfestival van Berlijn te bezoeken en daar deel te nemen aan een paneldiscussie over de toekomst van de Iraanse film. Op 1 maart 2010 werd Panahi nogmaals gearresteerd en vastgezet in de Evin-gevangenis. Op 25 mei kwam hij tijdelijk vrij na betaling van een borgsom van 200.000 dollar. De beschuldiging dat hij een film tegen het Iraanse regime zou draaien bleef echter van kracht. Op 20 december 2010 werd hij veroordeeld tot zes jaar gevangenschap omdat hij zou hebben deelgenomen aan een illegale bijeenkomst en propaganda tegen het islamitische bewind in Iran zou hebben verspreid. De eis bestond ook uit een verbod van twintig jaar om films te maken, interviews te geven en het land te verlaten. Op 15 oktober 2011 heeft een hof van beroep in de Iraanse hoofdstad Teheran de veroordeling van Jafar Panahi bevestigd.
De stijl van Panahi wordt vaak omschreven als neorealistisch. Hij bekritiseert de beperkingen die de Iraanse overheid oplegt openlijk in zijn films. De film Offside is verankerd in de realiteit, doordat hij werd opgenomen tijdens de selectiewedstrijd Iran-Bahrein voor het wereldkampioenschap voetbal 2006. Panahi zelf omschrijft zijn stijl als "menselijke gebeurtenissen op poëtische en artistieke wijze beschreven".
Panahi werd in 2012 samen met Nasrin Sotoudeh onderscheiden met de Sacharovprijs.
Op het Internationaal filmfestival van Berlijn 2015 won hij de Gouden Beer met zijn film Taxi Teheran. De film werd stiekem gefilmd in Iran en vervolgens naar Berlijn gesmokkeld. Omdat Panahi nog steeds het land niet uit mag, werd de prijs in ontvangst genomen door zijn nichtje Hana Saeidi.
In 2018 won Panahi de scenarioprijs op het filmfestival van Cannes voor Se rokh (Drie gezichten).
Op 11 juli 2022 werd hij aangehouden toen hij op het parket van Teheran de rechtszaak tegen zijn collega-filmmakers Mohammad Rasoulof en Mostafa al-Ahmad kwam volgen. Hij werd afgevoerd naar de Evin-gevangenis om alsnog zijn veroordeling uit 2010 tot zes jaar cel wegens propaganda tegen het systeem uit te zitten. Terwijl hij opgesloten zat, won zijn film Khers Nist (No Bear) op het filmfestival van Venetië de Speciale Juryprijs. Na zeven maanden werd hij op borgtocht vrijgelaten, nadat hij in hongerstaking was gegaan.
In 2025 won Panahi de Gouden Palm op het filmfestival van Cannes voor de film Un simple accident.

## Filmografie
- Yarali Bashlar (1988, documentaire)
- Kish (1991, documentaire)
- Doust (De Vriend) (1992, korte film)
- Akharin Emtehan (Het Laatste Examen) (1992)
- Badkonake Sefid (De witte ballon) (1995)
- Ardekoul (1997, korte documentaire)
- Ayneh (De Spiegel) (1997)
- Dayereh (De Cirkel) (2000)
- Talaye Sorkh (Crimson Gold) (2003)
- Offside (2006)
- Closed Curtain (2013)
- Taxi Teheran (2015)
- Se rokh (Three Faces) (2018)
- Khers Nist (No Bear)  (2022)
- Un simple accident (2025)